# Jon Errasti
Jon Errasti Zabaleta (Eibar, 6 giugno 1988) è un ex calciatore spagnolo, di ruolo centrocampista.

## Carriera
Dopo gli esordi nelle giovanili della Real Sociedad, nell'estate 2012, si è unito alla rosa dell'Eibar con cui, nella stagione 2014-2015 ha debuttato nella Liga.
Il 31 agosto 2015 il sito ufficiale dello Spezia comunica di aver acquistato le prestazioni del giocatore.

## Statistiche

### Presenze e reti nei club
Statistiche aggiornate al 4 aprile 2017.
| Stagione               | Squadra                | Campionato             | Campionato | Campionato | Coppe nazionali | Coppe nazionali | Coppe nazionali | Coppe continentali | Coppe continentali | Coppe continentali | Altre coppe | Altre coppe | Altre coppe | totale | totale | totale |
| Stagione               | Squadra                | Comp                   | Pres       | Reti       | Comp            | Pres            | Reti            | Comp               | Pres               | Reti               | Comp        | Pres        | Reti        | Pres   | Reti   |        |
| ---------------------- | ---------------------- | ---------------------- | ---------- | ---------- | --------------- | --------------- | --------------- | ------------------ | ------------------ | ------------------ | ----------- | ----------- | ----------- | ------ | ------ | ------ |
| 2010-2011              | Real Sociedad B        | SDB                    | 31         | 0          | CR              | 0               | 0               | -                  | -                  | -                  | -           | -           | -           | 31     | 0      |        |
| 2011-2012              | Real Sociedad B        | SDB                    | 33         | 2          | CR              | 0               | 0               |                    | -                  | -                  | -           | -           | -           | 33     | 2      |        |
| Totale Real Sociedad B | Totale Real Sociedad B | Totale Real Sociedad B | 64         | 2          |                 | 0               | 0               |                    | -                  | -                  |             | -           | -           | 64     | 2      |        |
| 2012-2013              | Eibar                  | SDB                    | 40         | 0          | CR              | 6               | 0               | -                  | -                  | -                  | -           | -           | -           | 46     | 0      |        |
| 2013-2014              | Eibar                  | SD                     | 32         | 0          | CR              | 2               | 0               |                    | -                  | -                  | -           | -           | -           | 34     | 0      |        |
| 2014-2015              | Eibar                  | PD                     | 25         | 0          | CR              | 2               | 0               |                    | -                  | -                  | -           | -           | -           | 27     | 0      |        |
| Totale Eibar           | Totale Eibar           | Totale Eibar           | 97         | 0          |                 | 10              | 0               |                    | -                  | -                  |             | -           | -           | 107    | 0      |        |
| 2015-2016              | Spezia                 | B                      | 24+3       | 2          | CI              | 0               | 0               | -                  | -                  | -                  | -           | -           | -           | 27     | 2      |        |
| 2016-2017              | Spezia                 | B                      | 18         | 0          | CI              | 2               | 0               | -                  | -                  | -                  | -           | -           | -           | 20     | 0      |        |
| Totale Spezia          | Totale Spezia          | Totale Spezia          | 42+3       | 2          |                 | 2               | 0               |                    | -                  | -                  |             | -           | -           | 47     | 2      |        |
| Totale carriera        | Totale carriera        | Totale carriera        | 203+3      | 4          |                 | 12              | 0               |                    | -                  | -                  |             | -           | -           | 218    | 4      |        |

## Palmarès

### Club

#### Competizioni nazionali
- Segunda División: 1

Eibar: 2013-2014